# Bobfergusonita
La bobfergusonita és un mineral de la classe dels fosfats, que pertany i dona nom al grup de la bobfergusonita. Va ser descoberta l'any 1984 a Cross Lake, Manitoba, el Canadà; i rep el seu nom del mineralogista canadenc Robert Bury Ferguson (1920-2015), un dels pares fundadors de la Mineralogical Association of Canada.

## Característiques
La bobfergusonita és un fosfat de fórmula química Na₂Mn₅FeAl(PO₄)₆. Ocorre com a cristalls individuals equants euèdrics de fins a 1 cm o com a agregats nodulars amb un nombre petit de cristalls. El seu color varia de verd-marró a vermell-marró, tot i que els fragments prims de bobfergusonita són transparents. Cristal·litza en el sistema monoclínic i la seva duresa a l'escala de Mohs és 4.
Segons la classificació de Nickel-Strunz, la bobfergusonita pertany a «08.AC: Fosfats, etc. sense anions addicionals, sense H₂O, amb cations de mida mitjana i gran» juntament amb 49 minerals més, entre els quals es troben: howardevansita, al·luaudita, hagendorfita, yazganita, qingheiïta, qingheiïta-(Fe2+), whitlockita i xenofil·lita.

## Estructura
La bobfergusonita té una estructura cristal·lina en capes topològicament idèntica a les de l'al·luaudita i la wyl·lieita però amb diferències en l'ordre dels cations metàl·lics. Els dos tipus de capes s'alternen al llarg de l'eix Y. Una capa consisteix en cadenes d'octaedres de cations metàl·lics reticulats amb tetraedres de fosfats. En les cadenes de cations metàl·lics, els cations estan ordenats seguint el patró M3+-M2+ de manera similar a la wyllieita. Però l'estructura de la bobfergusonita és diferent perquè entre les cadenes hi ha intercalats cations Al+ i Fe3+. L'altra capa, idèntica a la seva contrapart en la wyl·lieita, consisteix en cadenes paral·leles en l'eix X: l'una, formada per políedres de sodi i manganès cara a cara; i l'altra, per políedres de sodi fent contacte en les arestes. Aquestes cadenes no són reticulades però s'uneixen juntes a les altres capes.

## Formació i jaciments
La bobfergusonita és un mineral primari que es forma a les zones intermèdies de pegmatites granítiques riques en manganès i fluor.
Fins a l'any 2012, la bobfergusonita només s'ha trobat a Gottcha Claim, Cross Lake, Manitoba, Canadà i a San Luis, Argentina. El mineral tipus es troba a la Universitat de Manitoba i al Museu Reial d'Ontario a Toronto.

## Història
Alan J. Anderson va descobrir grans vidres de color marró en una pegmatita granítica a Cross Lake a Manitoba. L'estudi per microsonda electrònica i difracció de raigs X va identificar les mostres com un nou mineral relacionat amb el grup de la wyllieita i l'al·luaudita.
El mineral va rebre el seu nom del professor Robert Bury Ferguson per celebrar els seus 65 anys i la seva jubilació de la Universitat de Manitoba.